# Milíkov (Chebi járás)
Milíkov (németül Miltigau) község Csehországban a Karlovy Vary-i kerület Chebi járásában. Közigazgatásilag hozzá tartoznak Malá Šitboř, Mokřina, Těšov és Velká Šitboř települések.

## Fekvése
Csehország nyugati peremén, Cheb-től 13 km-re keletre, 462 m tengerszint feletti magasságban, a Lipoltovi-patak (csehül Lipoltovský potok, németül Krottenbach) mentén fekszik. A község keleti szomszédságában emelkednek a 698 m magas Javořík (Steinrathberg) és a 748 m magas Kozák (Steinbockberg), délkeleti szomszédságában pedig a 794 m magasságot elérő Kamennná hora (Arbersberg) magaslatai.

## Története
Írott források elsőként 1311-ben említik. A 19. század végén közigazgatásilag a Marienbadi járáshoz csatolták. Az első világháború után az akkor megalapított Csehszlovákiához csatolták, nevét 1921-ben a hatóságok Milíkov-ra váltóztatták. Lakosainak száma 1930-ban 437 többségében német volt. 1938 és 1945 között a Nagynémet Birodalomhoz tartozott. A második világháború után a csehszlovák nemzetállami törekvések, német lakosságának kitelepítéséhez vezettek. Az 1961-es közigazgatási átszervezés keretén belül hozzá csatolták Malá Šitboř és Těšov településeket, s a községet a Chebi járáshoz csatolták. Velká Šitboř és Úval településeket pedig 1971-ben csatolták Milíkovhoz. Az 1976-ban elveszített önállóságát, amikor Dolní Žandov településrésze lett, 1990-ben szerezte vissza. Ugyanezen évtől Mokřina település is részét képezi.

## Nevezetességei
- A Szent Simon templomot 1785-ben a kastélykápolnából alakították át, majd 1820-ban ismét átépítették.

## Fordítás
- Ez a szócikk részben vagy egészben a Milíkov u Mariánských Lázní című német Wikipédia-szócikk ezen változatának fordításán alapul.  Az eredeti cikk szerkesztőit annak laptörténete sorolja fel. Ez a jelzés csupán a megfogalmazás eredetét és a szerzői jogokat jelzi, nem szolgál a cikkben szereplő információk forrásmegjelöléseként.

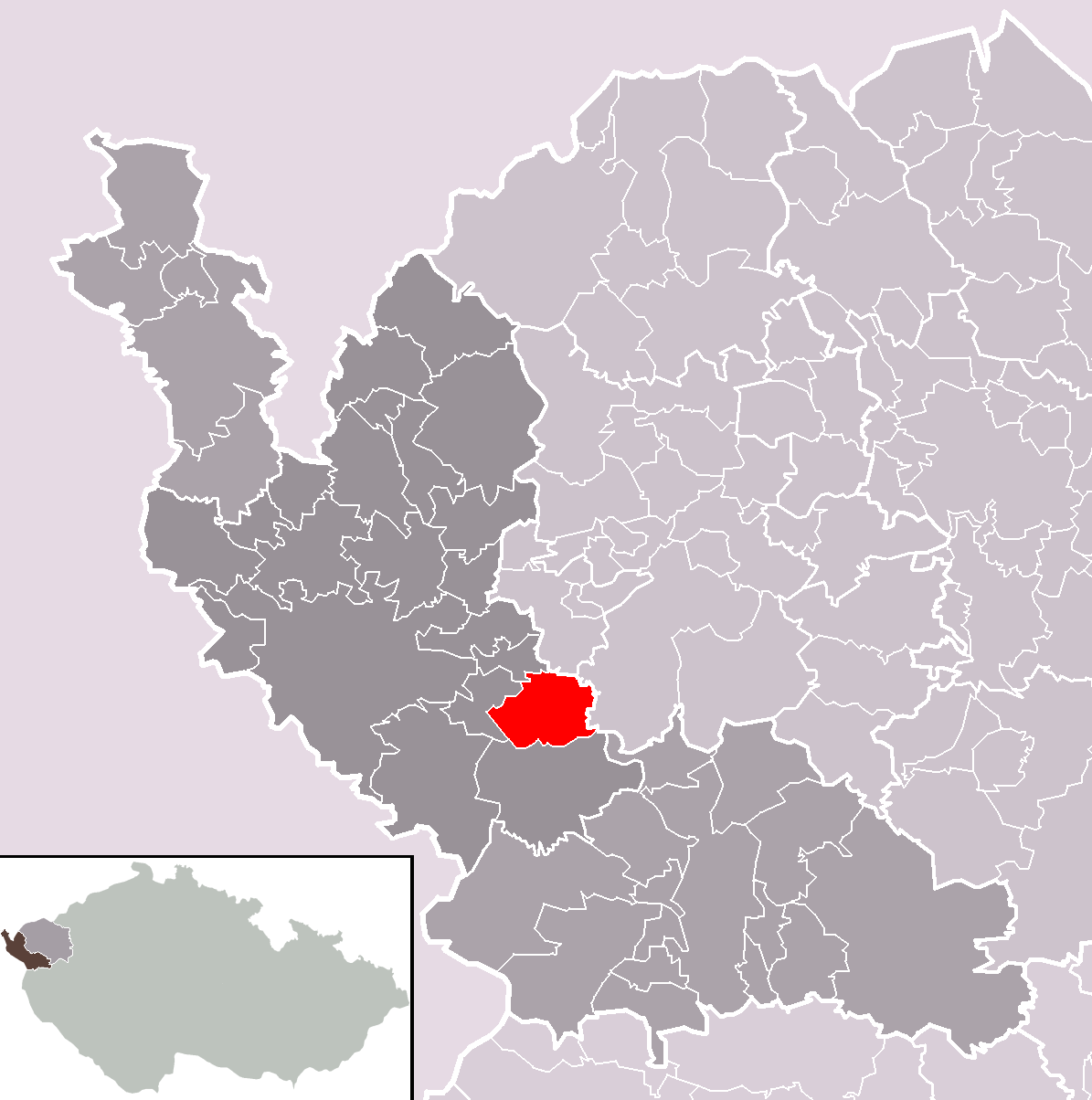
A község közigazgatási területe